# Venin

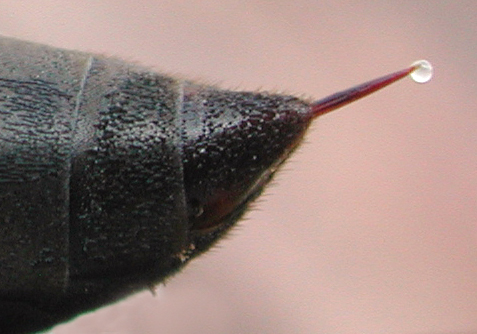
Acul unei viespi, cu o picătură de venin

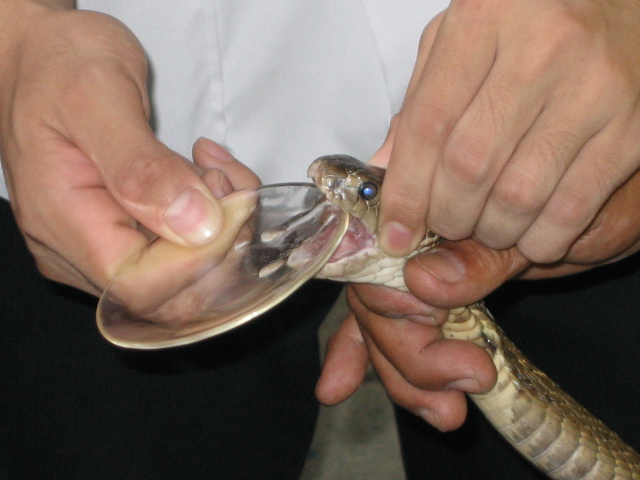

Venin este numele dat unor toxine folosite de unele animale (șerpi, insecte sau arahnide):
- pentru a se apăra de dușmani
- pentru a prinde prada (imobilizând-o)

## Alte întrebuințări
- este folosit în unele medicamente
- este folosit împotriva-veninului
- reumatismului